# LeWeb

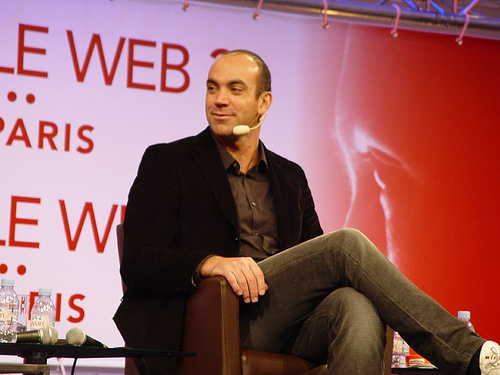
Der LeWeb-Organisator Loïc Le Meur auf der LeWeb3 Konferenz 2006

Die LeWeb war die größte Internet-Konferenz Europas. Die Konferenz wurde zwischen 2005 und 2014 abgehalten und hatte bei der LeWeb'09  2500 Teilnehmer aus 50 Staaten. Die LeWeb wurde vom französischen Entrepreneur Loïc Le Meur organisiert.

## Startup Competition
Seit 2006 wurden im Rahmen der LeWeb die Startup des Jahres gewählt. Die Gewinner der vergangenen Jahre lauten:
- 2009: Stribe
- 2008: Viewdle
- 2007: Goojet
- 2006: Yoono